# République de Biak-na-Bato
République de Biak-na-Bato
La République de Biak-na-Bato (tagalog : Repúbliká ng Biák-na-Bató), officiellement appelée dans sa constitution comme la République philippine (espagnol : República de las Filipinas) est la première république établie aux Philippines par le dirigeant révolutionnaire Emilio Aguinaldo à la fin du XIXe siècle. Malgré ses succès, y compris la promulgation de la première constitution des Philippines, la république ne dura qu'un mois, à cause du traité de paix signé entre le gouvernement du général Aguinaldo et le gouverneur général espagnol Fernando Primo de Rivera y Sobremonte. Le traité prescrivit qu'Aguinaldo et les autres chefs officiels de la République fussent exilés à Hong Kong.

## Constitution
La constitution de la République de Biak-na-Bato fut écrite par Félix Ferrer et Isabelo Artacho, qui copièrent verbatim la Constitution cubaine de Jimaguayú. Il prévit en effet la création d'un Conseil Suprême qui fut créé le 2 novembre 1896,.

## Histoire
Les discussions sur le concept de l'établissement d'une république ont été lancées au cours des dernières années de la Révolution philippine, lors de la défaite du général Aguinaldo à Talisay, Batangas. Les forces révolutionnaires se retirèrent dans le désert à la commune de San Miguel de Mayumo, Bulacan (actuellement San Miguel, Saint-Ildephonse et Doña Remedios Trinidad). Lorsque la nouvelle de l'arrivée à San Miguel du général Aguinaldo se rendit aux communes de Luçon central, les hommes d'Ilocos, Nueva Ecija, Pangasinan, Tarlac et Zambales se révoltèrent de nouveau contre les Espagnols.
Incapable de convaincre les révolutionnaires à capituler, le gouverneur-général Primo de Rivera émit le 2 juillet 1896 une édit interdisant le départ des habitants des communes et villes de Bulacain. Malgré ce nouvel édit, cependant, les révolutionnaires continuèrent leur lutte.
Le général Aguinaldo émit une contre-proclamation titrée « Aux enfants courageux des Philippines » dans laquelle il énuméra les exigences des révolutionnaires :
1. l'expulsion des frères religieux et la retour des terres qu'ils avaient appropriées pour eux-mêmes ;
2. la représentation aux Cortes Generales ;
3. la liberté de la presse et la tolérance de toutes les religions ;
4. l'égalité entre les fonctionnaires insulaires et péninsulaires ;
5. l'abolition du pouvoir de l'État d'exiler les citoyens civils ;
6. l'égalité légale de toutes personnes[2].

Le 1er novembre 1897, la constitution provisoire de Roches-à-Saint-Michel est signée.